# Elena și secretul din Avalor
Elena și secretul din Avalor este un film de aninație crossover între Sofia Întâi și Elena din Avalor ca pilot backdoor al seriei din urmă. A avut premiera pe 20 noiembrie 2016, atât pe Disney Channel, cât și pe Disney Junior. Filmul a fost regizat și produs executiv de Jamie Mitchell, iar Craig Gerber a produs și a scris scenariul. Serialul a fost onorat cu o nominalizare la Premiile Emmy din 2017 pentru outstanding animated show de către Television Academy. A debutat pe Disney Channel în Marea Britanie pe 3 decembrie 2016.
În România filmul a avut premiera pe 3 decembrie 2016 pe Disney Channel.

## Sinopsis
În Regatul Avalor, Elena o duce pe Naomi pe un munte la vederea ei preferată asupra regatului, în timp ce ea se plânge de modul în care a fost prinsă în Amuleta de Avalor timp de patruzeci și unu de ani. Ea îi prezintă lui Naomi bagheta ruptă a lui Shuriki și povestește cum prințesa Sofia a salvat-o pe ea și pe Avalor.
Într-o zi la școală în Misteria, Sofia este cu ochii deschiși și are o viziune în trecut, în cazul în care ea o vede pe Shuriki atacând și ucizând părinții Elenei înainte de a o lovi pe Elena cu o vrajă, dar ea se trezește până la anunțul zânei Flora despre intrarea elevilor în vacanța de vară înainte de a putea vedea ce sa întâmplat. În timp ce regele Roland și regina Miranda încearcă să decidă unde să-și ia copiii pentru vacanța de vară, amuleta Sofiei o cheamă la biblioteca secretă a castelului. Când ajunge, biblioteca transformă una dintre cărțile sale în vrăjitorul Alacazar, care îi explică visurile despre Elena. El dezvăluie că Elena a posedat inițial amuleta Sofiei, care i-a salvat viața trăgând-o în interiorul ei atunci când Shuriki a atacat-o în acea zi. Alacazar a luat amuleta și a căutat ani de zile pe cineva care să-l ajute să o elibereze pe Elena. Când a îmbătrânit prea mult, s-a transformat într-o carte în această bibliotecă și a pus amuleta în castel pentru a-și licita timpul până când a putut găsi pe cineva. Acum, cunoscându-și noua căutătoare, Sofia merge la familia ei și îi convinge să-și petreacă vacanța în Avalor, iar ei au plecat repede.
La sosire, Sofia este îngrozită să afle că îl vor întâlni pe Shuriki ca pe o formalitate și observă că mulțimile aplauze nu sunt de fapt fericite, observând mai multe semne de suprimare. La palat, Shuriki mănâncă cu ei când jaguarii înaripați cunoscuți sub numele de jaquini smulg o parte din mâncare. Amuleta Sofiei o îndreaptă spre ei, iar ea le cere ajutorul. După ce au auzit planul Sofiei de a o aduce înapoi pe Elena, jaquinii sunt de acord să o ducă la casa veche a lui Alacazar.
În casă, fiica lui Alacazar o salută pe Sofia, dar o întoarce după un scurt schimb, după care nepotul său Mateo își dă seama că Sofia are amuleta Elenei și o duce la atelierul său, unde s-a antrenat să fie un vrăjitor în secret, deoarece Shuriki a scos în afara legii orice magie, alta decât a ei, atunci când a preluat-o. Mateo îl cheamă pe Zuzo, ghidul spiritual al lui Alacazar, care îi spune Sofiei să obțină mai întâi bagheta lui Shuriki pentru a o elibera pe Elena. La palat, conversația lui Shuriki cu Roland și Miranda o face să o invadeze Misteria atunci când Sofia o invită pe Shuriki să danseze sambarossa cu ea. În timpul dansului, Sofia reușește să gliseze bagheta lui Shuriki și apoi se preface că se joacă de-a v-ați ascunselea și să caute cu Amber și James să le ascundă în timp ce ea termină ritualul. Sofia se întâlnește apoi cu Mateo și jachinii de la templul maruvian care ține Coroana de Aziluna sub un lac magic, unde Sofia se transformă într-o sirenă și se scufundă pentru a găsi Coroana azilunei. După ce își pune amuleta și bagheta lui Shuriki, statuia se ridică din apă, iar Elena iese din amuleta Sofiei, care s-a transformat din violet în roz. Împotriva obiecțiilor grupului, Elena ia bagheta lui Shuriki și insistă să o înfrunte singură.
La palat, Elena îl înfruntă pe Shuriki în sala tronului și dezvăluie familiei Sofiei cum Shuriki i-a uzurpat locul. După o scurtă luptă, Shuriki o învinge pe Elena, îi recuperează bagheta și dezvăluie că Esteban este verișoara Elenei și că Alacazar a sigilat sora și bunicii Elenei într-un tablou din palat pentru a-i feri de ea. Skylar zboară și o ajută pe Elena să scape în timp ce Shuriki aruncă familia Sofiei în temniță. După ce s-au regrupat la casa lui Alacazar, Sofia, Elena și Mateo se furișează înapoi la castel și se întâlnesc cu Armando, care este de acord să ajute. Împreună, Sofia și Armando reușesc să-și elibereze familia, căreia Elena îi explică totul și reușesc să-i facă să fie de acord să ajute cu planul lor de a o răsturna pe Shuriki. Între timp, Luna o atacă pe Shuriki, distragându-i atenția suficient de mult timp pentru ca Mateo să se strecoare și să elibereze familia Elenei de la pictură cu magie. După ce se reunesc, întregul grup zboară și îi mitingește pe cetățenii din Avalor împotriva lui Shuriki, făcându-i să mărșăluiască spre palat și făcându-i pe gardieni să fugă la vedere. Odată ce mulțimea și-a forțat drumul spre porți, Esteban fură bagheta lui Shuriki și o dă Elenei, care o fixează. Cu magia ei pierdută, Shuriki îmbătrânește rapid și cade de pe podul palatului într-o soartă incertă.
Elena își asumă locul de Prințesă Moștenitoare de Avalor și decide să-și dăruiască permanent amuleta Sofiei. După ce s-a întors în Misteria, Sofia îi transmite succesul lui Alacazar, care îi oferă o rochie nouă. În prezent, Elena și Naomi decid să blocheze bagheta lui Shuriki în vistierie.

## Personaje

### Personaje Principale
- Prințesa Sofia
- Prințesa Elena
- Shuriki

### Din Sofia Întâi
- Regina Miranda
- Amber
- James
- Regele Roland II
- Zâna Flora

### Din Elena din Avalor
- Migs
- Luna
- Skylar
- Prințesa Isabel
- Francisco
- Luisa
- Cancelarul Esteban
- Naomi
- Mateo
- Zuzo
- Alacazar
- Armando
- Rafa

## Dublajul în limba română
În limba română a fost cooptată cântăreața Elena Gheorghe interpretând-o pe prințesa Elena cântând muzica "Timpul meu".
Dublajul a fost realizat de studiourile Ager Film:
- Andra Gogan - Prințesa Sofia
- Bianca Popescu - Prințesa Elena
- Elena Gheorghe - Prințesa Elena (cântând muzica "Timpul meu")
- Alexa Istrate - Shuriki
- Gabriela Valentin - Regina Niranda
- Cătălina Chirțan - Amber, Naomi
- Raul Stănulescu - James, Mateo
- Cristian Simion - Regele Roland II
- Adrian Ciglenean - Migs
- Ionuț Grama - Skylar
- Alexandra Badea - Luna
- Alexandra Anghel - Isabel
- Cătălin Babliuc - Francisco
- Isabela Neamțu - Luisa, zâna Flora
- Ion Grosu - cancelarul Esteban
- Florian Ghimpu - Zuzo, alte voci
- Răzvan Theodorescu - Armando
- Mihai Niculescu - Alacazar
- Anca Iliese - Rafa
- Cristian Neacșu - alte voci
- Viorel Ionescu - alte voci
- Monica Pricob - alte voci

Traducerea: Monica Pricop
Regia și adaptarea: Florian Ghimpu
Tehnic: Dan Bărăuță
Inginer de sunet: Dan Tache
- Elena Gheorghe interpretează prin abilitatea Cat Music.